# Симптом Ауенбруггера
Симптом Ауенбруггера (англ. Auenbrugger's sign) — симптом, якій іноді спостерігається при тяжкому перикардиті. Спостерігається випинання епігастральної ділянки (epigastrium) у випадках обширного перикардіального випоту.
Названий на честь австрійського лікаря Леопольда Ауенбруггера, який його вперше описав.